# Lelese
Lelese es una comuna ubicada en el distrito de Hunedoara, Rumania.

## Superficie
Cuenta con una superficie de 75,81 kilómetros cuadrados.

## Demografía
Hasta 2021 la población era de 339 habitantes, con una densidad de población de 4,472 habitantes por kilómetro cuadrado.